# 175613 Shikoku-karst
175613 Shikoku-karst este un asteroid din centura principală de asteroizi.

## Descriere
175613 Shikoku-karst este un asteroid din centura principală de asteroizi. A fost descoperit pe 12 noiembrie 2006 la Kuma Kogen de Y. Fujita. Asteroidul prezintă o orbită caracterizată de o semiaxă mare de 3,03 ua, o excentricitate de 0,03 și o înclinație de 9,1° în raport cu ecliptica.